# Тіглатпаласар II
Тіглатпаласар II (аккад. Тукульті-апал-Ешарра, переводиться як «Захисти спадкоємця, Ешарра») — цар Ассирії, правив приблизно в 967-935 до н. е.. Син Ашшур-реш-іші II. Попри його довгий час правління (32 роки), відомо про нього дуже мало. У той час Ассирія, стискувана зі сторони Урарту, арамеїв і Вавилона, займала невелику територію і не володіла військовою міццю.
| Середньоассирійський період  |                                    |                         |
| Попередник: Ашшур-реш-іші II | цар Ассирії бл. 967 — 935 до н. е. | Наступник: Ашшур-дан II |